# 圖赫利亞
48°55′5″N 23°28′19″E / 48.91806°N 23.47194°E

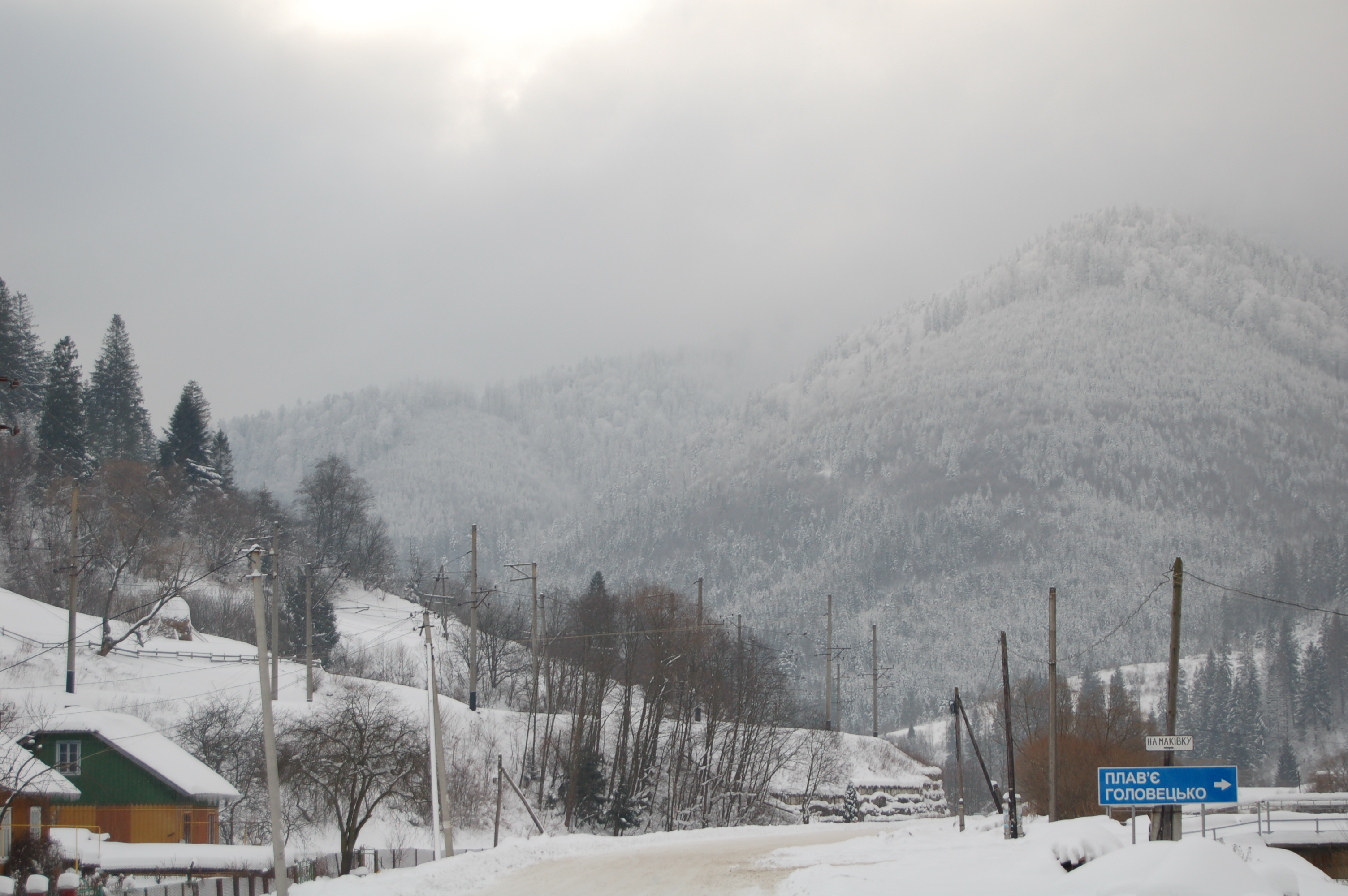

圖赫利亞（烏克蘭語：Тухля），是烏克蘭的村落，位於該國西部利沃夫州，由斯特雷區斯拉夫斯科市镇負責管轄，處於奧皮爾河畔，始建於1397年，面積3.78平方公里，海拔高度533米，2018年人口1,989。